# 92 v.Chr.
Het jaar 92 v.Chr. is een jaartal volgens de christelijke jaartelling. 

## Gebeurtenissen

### Italië
- In Rome verdedigt Gaius Aurelius Cotta zijn oom Publius Rutilius Rufus in de Senaat, hij wordt beschuldigd van corruptie en afpersing in de Romeinse provincie Asia.
- Publius Rufus wordt veroordeeld door de rechtbank en gaat vrijwillig in ballingschap. Hij vestigt zich in Mytilini (in Anatolië).

### Syrië
- Antiochus XI Epiphanes en zijn broer Philippus I Philadelphus belegeren Antiochië, de vestingstad wordt echter door Antiochus X Eusebes ontzet.
- Antiochus XI moet zich terugtrekken en verdrinkt tijdens de oversteek te paard in de rivier de Orontes.

### Klein-Azië
- Lucius Cornelius Sulla voert diplomatieke onderhandelingen met Mithridates II de Grote, in een vredesverdrag wordt de Eufraat als landsgrens erkend tussen Parthië en de Romeinse Republiek.
- Tigranes II valt Cilicië binnen, de Romeinen drijven hem terug naar Cappadocië. Hij sluit een alliantie met zijn schoonvader Mithridates VI van Pontus.

## Geboren
- Publius Clodius Pulcher (~92 v.Chr. - ~52 v.Chr.), Romeins tribunus en rebellenleider

## Overleden
- Antiochus XI Epiphanes (~115 v.Chr. - ~92 v.Chr.), koning van het Seleucidische Rijk (Syrië) (23)